# Milojko Ćišić
Milojko Ćišić (* 2. Juli 1920 in Mostar; † 24. Dezember 1986 in Split) war ein jugoslawischer Elektroingenieur.
Er studierte Elektrotechnik an der Universität Zagreb und promovierte dort 1964 mit einer Arbeit über Die Festlegung der Größe des elektrischen Schaltschranks auf Schiffen, besonders auf Schiffen mit Nuklearantrieb. 1948 bis 1960 war er Abteilungsleiter in einer Werft in Split. Danach war er als Dozent, ab 1971 als ordentlicher Professor an der Universität Split tätig. Er veröffentlichte zahlreiche Aufsätze über Reaktorschiffe in verschiedenen Fachzeitschriften. Ab 1984 war er Rektor der Universität Split.